# الحق في الكسل (كتاب)

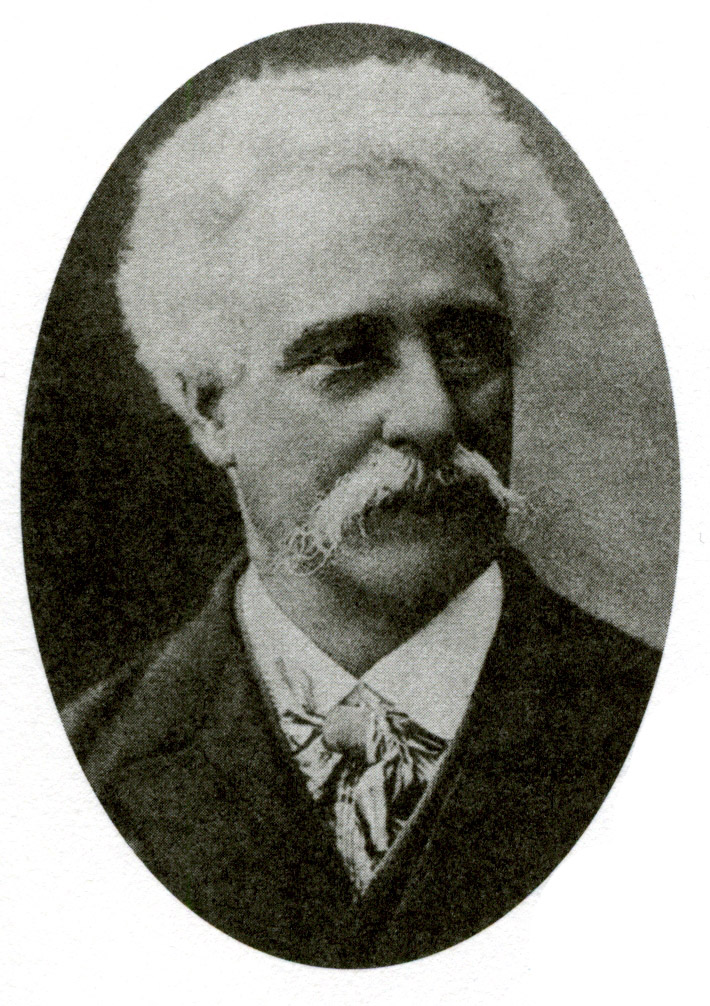
صورة الكاتب الفرنسي بول لافارغ في منفاه بلندن

الحق في الكسل هو عنوان كتاب للمفكر والكاتب والصحفي والناشط والمناضل اليساري الفرنسي بول لافارج (1842- 1911) زوج لورا ماركس ابنة منظر الاشتراكية والزعيم الشيوعي كارل ماركس.
كتاب فريد من نوعه، أخرجه الكاتب إلى الوجود سنة 1880 من منفاه بعاصمة الضباب والبروليتاريا القديمة لندن، ظل الكتاب يتردد على الساحة الفكرية الأوربية لما يزيد على قرن من الزمن، تحت عنوان «الحق في الكسل» بمحتوى وعنوان مثير للجدل الفكري والحقوقي والاقتصادي والاجتماعي والسياسي بشكل عام.

## الخلفيات

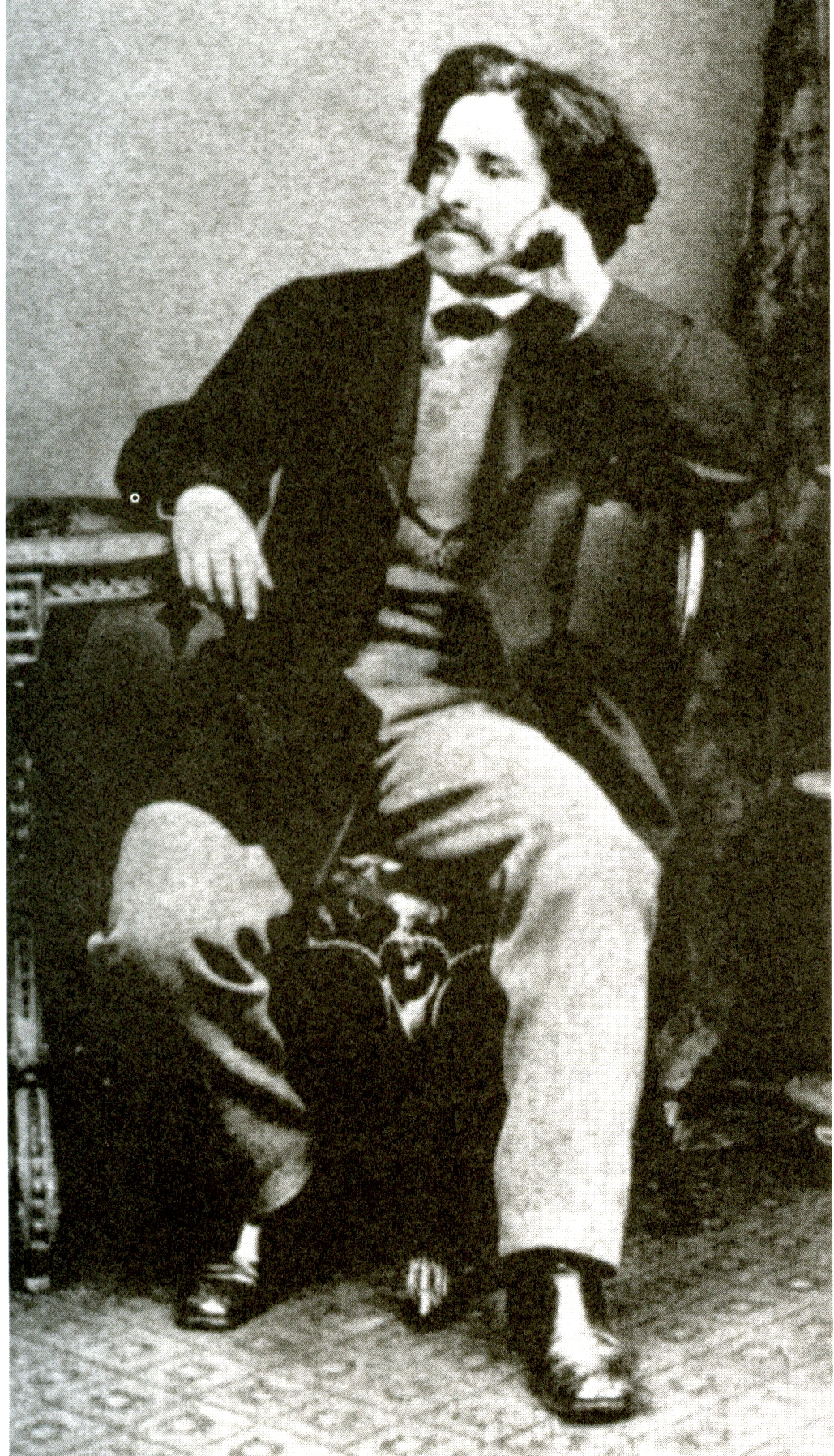
بول لافارج

جاءت سطور كتاب الحق في الكسل كمقابل سجالي على مؤلّف «الحق في العمل» لأحد الاشتراكيين الاقتصاديين الإصلاحيين يسمى لويس بلان (29 أكتوبر 1811 في مدريد - 6 ديسمبر 1882 في كان).
ويرى الكاتب بول لافارغ في معرض رده أو نقذه إلى الإعلاء من شأن العمل إلى حد الجنون في «تقديسه»، سيكون في حقيقة الأمر مجرد غطاء إيديولوجي يهدف إلى استخدام و«برمجة إيديولوجية» للطبقة العاملة للرفع من مردودية العمل والإنتاج إلى الحد الأقصى، لصالح الطبقة المسيطرة. مقابل إنهاك قواها الحيوية وحرمانها من كل متع الحياة وأفراحها دون شفقة ولا رحمة، بنظرة ربحية صرفة، تهدف إلى أن تجعل من العامل مجرد آلة منتجة تجرده من إنسانيته لمراكمة الخيرات والمنافع لتستمتع بها الطبقة الرأسمالية وحدها دون غيرها.
الكتاب في حقيقة الأمر هو عبارة عن رد ثوري ارتبط بزمكانيته على معرقلي المطالبة باصلاحات اجتماعية واقتصادية وسياسية لحقوق العمال، في أوج التصادم الفكري الليبيرالي/الاشتراكي، التي تجلت في محيط لافارغ بالمطالبة بحق العطلة وعطل نهاية الأسبوع وتقليص عدد ساعات العمل وغيرها من الحقوق الأساسية للعامل المواطن في خضم ظهور البروليتاريا مع تطور النهضة الصناعية الأوربية وعصر الآلة.
يرى الكاتب أن انحطاط واستعباد وجود الإنسان، عندما يتم تلخيص المواطن العامل وقيمة الإنسان البسيط تحت أولوية «العمل». ويقول إن الكسل جنبا إلى جنب مع الإبداع البشري، مصدر مهم للتقدم البشري.
يسوق النموذج اليوناني كحقبة لها بصمة من التاريخ الإنساني، كانت العظمة في ازدراء العمل من الأعيان: فيسمح لعبيدهم وحدهم بالعمل: والرجل الحر هو الذي يركز فقط على العقل والجانب الجمالي من الجسم... وفلاسفة العصور القديمة درست ازدراء العمل، وتغنى الشعراء بالكسل، أنه هبة من الآلهة في الحضارة اليونانية القديمة."
وهكذا يقول أن البروليتاريين، يتم برمجتهم بوحشية من قبل "عقيدة العمل"، مستمعا إلى صوت صوت هؤلاء الفلاسفة القدماء، الذي تحدث خافثا: فالمواطن الذي يعطي يكرس ماهية وجوده ملخصا حياته بالعمل مقابل مال يحط نفسه إلى رتبة العبيد ". (الجملة الأخيرة كانت اقتباس من شيشرون))
يقول محمد الماغوط من وجهة أخرى وموقع وعصر مختلف ولكنه يحوي نفس الظروف: وحدهم الفقراء يستيقظون باكراً كي لا يسبقهم للشقاء أحد..!

## الكسل كشعار ضد تطرف الإستغلال
جاء شعار الحق وكعنوان بارز ضد تطرف استحواذ السلطة الرأسمالية داخل المجتمع الصناعي والفلاحي الأوربي، وبروز البروليتاريا القادمة من المجال الفلاحي وملامستها للوعي السياسي والفكري والثقافي أثر كبير في خروج العديد من الحقوق إلى المجتمعات الإنسانية بعد صراع مرير جدا مع استحواذ السلطة الرأسمالية، فكان كتاب الحق في الكسل يندرج في سياقه التاريخي ضمن نضالات سياسيّة مريرة، انتهت بإقررار قانون عطل نهاية الأسبوع المدفوع الأجر، والعطل السنوية والوطنية، وإقرار حق عطلة المرض والتطبيب المدفوع الأجر، وتقليص ساعات أوقات العمل اليومي، وحق تعميم الرفاه ووسائل الراحة في التنقل والسفر على جميع فئات المجتمع..
كان لبول لافارغ الحقّ في إبداء رأيه ومنهجه لتحرير نفسه ومجتمعه وعصره، بول لافارغ حرر روحه وتطهّر في نقد إديولوجيات الإستعباد.. كونوا كُسالى واستغلّوا كلّ دقيقة من وجودكم لتكونوا أنتم كنز أنفسكم الوحيد، وكأن لافارغ يدهو في مؤلفه إلى تذوّق الزمن وكأنّه الشيء الذي لا ثمن له، لافارغ في حقيقة الأمر كان يسعى إلى خلق توازن دون تقديس كفة على كفة، أو نبد كفة على كفة، إنه التوازن الذي أراد أن يحققه من داخل المجتمع بالتنظير إلى الكسل أنه مصدر إلهام جنبا إلى جنب مع الإبداع البشري، إنه مصدر مهم من مصادر التقدم البشري حسب رأيه.

## وصلات خارجية
- مصطلح «البرجوازية» وإسقاطه على الطّبقات الغنية في المجتمعات العربية(تدوينة)
- The entire text of Bob Black’s 1986 collection The Abolition of Work and Other Essays at Inspiracy
- "Danger : Work Representation and mobilization of the unemployed in radical anti-globalization movements" by Brigitte Beauzamy
- Refuse to work: texts on the refusal of work, by Tronti, Negri and others
- Paul Lafargue Internet Archive
- Libertarian Communist Library Paul LaFargue Archive
- Translation of The legend of Victor Hugo by Paul Lafargue